# Macronychia lopesi
Macronychia lopesi är en tvåvingeart som beskrevs av Yu. G. Verves 1983. Macronychia lopesi ingår i släktet Macronychia och familjen köttflugor. Inga underarter finns listade i Catalogue of Life.